# Kangar
Kangar – miasto w Malezji, stolica stanu Perlis. Według danych szacunkowych na rok 2008 liczy 64 807 mieszkańców. Ośrodek przemysłowy.